# Hasta que la plata nos separe (telenovela de 2006)
Hasta que la plata nos separe es una telenovela colombiana escrita por Fernando Gaitán, Lina María Uribe, Andrés Burgos y Henry Ernesto Pérez, producida por RCN Televisión entre 2006 y 2007.
Está protagonizada por Marcela Carvajal y Victor Hugo Cabrera, con las participaciones antagónicas de Liliana González de la Torre, Gustavo Ángel, Ernesto Benjumea y Álvaro Rodríguez. Además, cuenta con la participación especiales de los primeros actores Humberto Dorado, Constanza Duque, Ana María Arango y Margalida Castro, y las actuaciones estelares de María Helena Döering, Katherine Vélez, Lincoln Palomeque y Martha Isabel Bolaños. También marcó el regreso del actor Carlos Benjumea a la televisión colombiana.

## Sinopsis
Es una tragicomedia que cuenta la historia de Rafael Méndez (Victor Hugo Cabrera), un humilde y joven comerciante que se gana la vida vendiendo de todo: ropa íntima femenina, lociones, baterías para carros, licores, lo que sea con tal de mantener a su madre, Leonor (Ana María Arango), y a su hermana, Julieta (Adriana Silva).
Una desafortunada noche, al venir en su viejo y algo destartalado Renault 4 (al que llamaba cariñosamente el Tigre por su color amarillo) de una desastrosa cita de negocios en la Calera, saca accidentalmente de la carretera a un carro último modelo, que rueda por un abismo profundo. Tras dudarlo mucho, Rafael decide ir en auxilio del accidentado conductor, y se encuentra con una hermosa mujer que está destrozada y delirante: Alejandra Maldonado (Marcela Carvajal). La lleva a una clínica, y aquí su vida sufre un giro total e inesperado, que le hará cuestionarse si valió la pena sacarla de allí y salvarle la vida.
Al llevarla a la clínica, la policía lo pone preso por presentarse con un herido de sangre. Fuera de eso, la mujer, en la poca lucidez que le queda, alcanza a delatarlo. Rafael debe pues enfrentar un infierno legal y económico: Ella sufre múltiples y graves fracturas en todo el cuerpo, además estaba a punto de casarse con un distinguido y temido abogado, Rubén Valenzuela (Gustavo Ángel) y el accidente estropea la boda. Pierde todos los costosos preparativos: el club, la cena, los arreglos florales, el crucero por Hawái. Su carro es declarado pérdida total, y no lo cubre el seguro en su totalidad. Como si fuera poco, le hacen efectiva una cláusula de incumplimiento por no presentarse a la firma de las escrituras de su futuro apartamento. Pierde negocios importantes a causa del accidente y la convalecencia la aleja de su labor ejecutiva por un mes, ocasionándole más perjuicios económicos... En resumen, es la ruina total. Debe entonces someterse a una delicada operación con terapia de rehabilitación en los Estados Unidos. Total: ciento diez millones de pesos en pérdidas, los cuales ella no tiene cómo pagar, pues su familia, los Maldonado, aristocrática y muy pudiente en el pasado, atraviesa por serios problemas económicos y tiene todos sus bienes embargados, esto sumado a la siniestra gestión que hacen del patrimonio de los Maldonado el novio de Alejandra, Rubén, en complicidad con su socio, y secuestre de los bienes, Vicente Chávez (Álvaro Rodríguez), quienes se aprovechan económicamente de la familia, valiéndose de la cercanía de Rubén con ellos.
Rafael llega a un acuerdo con el novio de Alejandra, Rubén. Le pide que lo deje salir de la cárcel a cambio de pagar los ciento diez millones de pesos; una plata que él nunca ha visto junta en toda su vida y que jamás se le pasó por la cabeza tener que reunir algún día. El convenio es muy sencillo: Alejandra pide un préstamo bancario por ese dinero, (pues a él jamás le prestarían un peso en un banco), y él se compromete a pagarlo durante tres años, a razón de treinta y seis cuotas mensuales de cinco y medio millones de pesos, una cifra absurdamente inconseguible si se piensa que, en los mejores meses de su vida, apenas ha logrado ganar un máximo de setecientos mil pesos.
Sin estudios universitarios, Rafael inicia una carrera loca por hallar un trabajo que le ofrezca más de seis millones de pesos. La ciudad es exigente y como es de suponer, no lo logra. Agota finalmente todas sus posibilidades, incluso la de pedir el dinero prestado a la familia de su celosa e intensa novia, Vicky Parra (Liliana González de la Torre). Sin embargo, hay otra oportunidad. Esta vez y aunque odiándolo, será Alejandra quien emplee a Rafael en el concesionario de carros para el que trabaja. Para sobrellevar ciertos problemas, contará con el apoyo de su mejor amigo Jaime (Santiago Alarcón), quien es estudiante de Derecho en la Universidad.
Durante el transcurso, Rafael conoce a todo tipo de personas con las que convive tanto en su trabajo como fuera de él. Entre ellos está el Dr. Gabriel Bernal (Javier Gnecco) el presidente de Colombiautos, un hombre codicioso que suele presionarlo por resultados inmediatos en las ventas pero también lo aprecia mucho por los números que muestra. Asimismo, está Susana Rengifo (Katherine Porto), la secretaria principal de Colombiautos y mejor amiga de Alejandra; aunque es muy hermosa, es totalmente opuesta a su amiga, ya que es vegetariana y tiene buen carácter. A esto se suman los agentes de ventas: Isabel Duarte, "la Generala" (Katherine Vélez), una mujer con una personalidad altiva y desafiante debido a su ideología política, por lo que es la líder del grupo; Don Ismael Dueñas, "el Bebé" (Carlos Benjumea), un hombre gentil e inocente de la tercera edad, el de mayor edad del grupo, y el de mayor experiencia de la empresa, protegido de Alejandra, llega a ser mentor de Rafael, ya que suele compartir sus técnicas de ventas con él; Rosaura Suárez (María Helena Döering), una mujer arribista, clasista y frívola, de alta alcurnia pero caída en desgracia, que tiene el defecto de gastar su dinero en compras y ser chismosa; Ramiro Jiménez (Carlos Serrato), el mandilón, ya que es casado pero es presionado y maltratado por su esposa y su suegra y aunque es arquitecto de profesión perdió su empleo, debió dedicarse a las ventas y se convierte en uno de los amigos de Rafael en la empresa; Claudia Bermúdez (Martha Isabel Bolaños), una mujer seductora y sensual, atributos que utiliza a su favor para atraer potenciales clientes, aunque suele ser manipuladora y chismosa; Nelson Ospina "el Dandy" (Lincoln Palomeque), un hombre elegante y bien plantado, el galán del grupo, aunque es algo cruzado con sus propias palabras, y se vuelve en el mejor amigo de Rafael dentro de la empresa; Edgar Marino (Ernesto Benjumea), un hombre machista, mujeriego y prepotente, tiene hijos con varias mujeres, era quien mayores ventas producía en Colombiautos antes de la llegada Rafael, razón por la que le toma un profundo rencor; y finalmente Germán Ramírez (Mario Ruiz), hombre de carácter grandilocuente, quien se caracteriza por ser secuaz de Marino, a quien idolatra, es amante de los libros de autoayuda y aspira a ser un gran escritor, aunque es un pésimo vendedor.
Tanto Alejandra como Rafael empezarán a trabajar juntos, en medio de un gran infierno generado por las presiones económicas y por los reproches de ella debido al accidente. Rafael trabajará sin tregua las veinticuatro horas del día, los siete días de la semana, bajo el látigo implacable de Alejandra. Los dos entienden que deben soportarse hasta que la plata los separe. Es una relación de odio; pero cada uno depende del otro. Esto provocará que terminen compartiendo mucho tiempo juntos y viviendo toda clase de aventuras insospechadas que, sin quererlo, harán que su relación dé un giro de ciento ochenta grados. Durante estas aventuras en su primera relación inicial como jefa y empleado, Alejandra comienza a cambiar su perspectiva sobre Rafael y logra ver en él una serie de virtudes que la hacen sentir que lo ama, planteando seriamente su matrimonio y su futuro con Rubén; por otro lado, Rafael comienza a enamorarse más de su “licenciada Maldonado” con cada situación, razonando que Victoria ya no era su amor. Esta relación lleva a Alejandra y a Rafael a reconocer que se amaban, formalizando una unión que requería que ambos dejaran a sus tóxicas e insoportables parejas; sin embargo, ambos verán su amor puesto a prueba en varias ocasiones, las más veces, provocado por sus respectivas parejas, quienes hicieron varias movidas para impedir su unión.
Tiempo más tarde, da lugar un altercado el cual hace que Leonor accidentalmente “venda” su casa poniéndola a nombre de un estafador que fingía trabajar en la radio, esto lleva a Rafael a sospechar que Rubén está obligándolo a pagar más dinero del que debía inicialmente; por lo que decide indagar toda la operativa que lo ha perseguido de parte del “Tinterillo” (apodo que le puso Rafael a Rubén). Buscando pruebas para demostrar que ya no debía dinero y así liberar a su familia del embargo, Rafael descubre la relación entre Rubén y Carmela Muñoz, Doña Bastantona, una licenciada en notaría; que chantajea a Rubén con no revelar a los Maldonado que la hacienda está libre de deudas desde hace meses a cambio de una parte del dinero que éste obtenga. Gracias a este descubrimiento, Méndez logra sacar de la notaría el acta que demuestra el desembargo de la hacienda y se lo lleva a Alejandra, quien estaba a punto de casarse con Rubén después de creer que Rafael se había hecho nupcias con su prometida. Mientras tanto, en la boda, Rubén convence a Jorge, el papá de Alejandra, de firmar los papeles de la venta de la hacienda a un primo de Rubén (y su cómplice). Pero Méndez llega y ofrece una mejor cantidad de dinero por la hacienda. Esta medida fue tomada por Rafael en complicidad con sus amigos Jaime, Carlos Papeto, Nelson el Dandy y Susana para salvar la hacienda de los Maldonado y salvar a Alejandra de un mal matrimonio.
Al final, Rafael adquiere la hacienda debido a que contaba con el dinero en efectivo en su maletín y al jugarle una trampa a Rubén, logran desarmar todos los planes de éste y su cómplice. A la llegada de Susana, se revela que Doña Bastantona fue arrestada gracias a que Jaime le informó a la Fiscalía lo ocurrido con la hacienda, que ella era cómplice de Rubén y que la hacienda no estaba embargada. Esto hace que Alejandra se vaya contra Rubén, pero él logra escapar aunque es interceptado y agredido por Vicente Chávez, su cómplice, porque Rubén lo había traicionado al obligarlo a huir a África.
Ambos son encontrados por Alejandra y la policía y los arrestan, pero antes Rubén pide disculparse con los Maldonado y justificó que todo lo que había hecho era bajo amenaza de Chávez pero este, en venganza, revela más información, como que Rubén robaba el dinero producido en la hacienda y que le fue infiel a Alejandra con varias mujeres, en particular con Claudia, que era su informante en Colombiautos sobre todo lo que pasaba entre Rafael y Alejandra, entre otras acusaciones. Luego de decir todo esto Alejandra golpea a Rubén, le reprocha todo el daño que le hizo y termina su relación con él; al final, tanto Rubén como Chávez son llevados a la cárcel.
Tras la boda nuevamente cancelada, Alejandra se va a reunir con Rafael y hablan de lo que les pasó, lo que les pasa y lo que les pasará. Alejandra se entera de que Rafael no se casó con Vicky debido a que ella le fue infiel con Jaime. Mientras hablaban, Méndez comienza a bromear con Alejandra y ella accidentalmente lo empuja de un segundo piso. Lo lleva a un hospital pero la Policía interroga a Alejandra por lo ocurrido y ella dice la verdad por lo que la llevan presa. Días después, cuando Méndez despierta, logra negociar con el papá y la tía de Alejandra; pidiendo que su licenciada se casara si él explicaba todo a las autoridades. Más tarde, Rafael aclara la situación y quita los cargos en contra de Alejandra y, con cuello ortopédico, se casan. A esta boda, asisten varias personas, entre ellos algunos de Colombiautos. Esta noticia hace que Vicky se entere y junto a su padre y sus hermanos vaya a impedir la boda pero Jaime la detiene, alegando que tiene el dinero que le debía al padre de esta, por lo que ya no tienen cabida en la vida de Rafael. La boda se lleva a cabo sin mayor interrupción, y Rafael y Alejandra se juran amor para toda la vida; y ya no «hasta que la plata los separe», sino finalmente, hasta que la muerte los separe.
Un año después, en la hacienda de los Maldonado, todos se reúnen para celebrar el cumpleaños de Rafael. De esta forma se revelan algunos hechos que pasaron durante ese tiempo: Alejandra y Rafael dejaron Colombiautos para dedicarse a la vida del campo, con la novedad de que Alejandra estaba embarazada; Nelson se vuelve instructor de yoga en compañía de Susana; Jaime y Julieta nuevamente están juntos; la Generala continúa viviendo con Rosaura; Rubén sigue en la cárcel, sufriendo por carecer de lujos, aunque recibiendo visitas de Claudia; Marino tiene otro hijo varón, a pesar de que quería una niña; Vicky fue enviada por su padre a vivir a la granja de una prima para olvidarse de Rafael, pero se enamora de un trabajador de esa granja que está ahí huyendo de una novia de carácter igual al de ella. Bernal les promete que cuando se sientan a gusto, pueden volver a Colombiautos.
Finalmente, Alejandra le regala un auto a Rafael: el Tigre, el Renault 4 que anteriormente pertenecía a Rafael, el mismo con el que tuvo el accidente con Alejandra al inicio y que posteriormente tuvo que vender para ayudar a sufragar su deuda. Esto hace que Rafael se sienta feliz y decide subirse al auto en compañía de Alejandra para pasear fuera de la hacienda, finalizando así la telenovela.

## Elenco
- Victor Hugo Cabrera como Rafael de Jesús Méndez Rengifo
- Marcela Carvajal como María Alejandra Maldonado Ricaurte
- Gustavo Ángel como Rubén Valenzuela Sáenz, el Tinterillo
- Liliana González de la Torre como María Victoria "Vicky" Parra, la Pajarita
- Katherine Porto como Susana Rengifo "La Yuyubita"
- María Helena Döering como Rosaura Suárez de De la Peña
- Lincoln Palomeque como Nelson José Ospina, "el Dandy"
- Martha Isabel Bolaños como Claudia Bermúdez
- Joavany Álvarez como Carlos Alberto Arango, "el Papeto"
- Ernesto Benjumea como Edgar Marino[2]
- Mario Ruiz como Germán Ramírez
- Carlos Benjumea como Ismael Dueñas, "el Bebé"
- Katherine Vélez como Isabel Duarte, "la Generala"
- Carlos Serrato como Ramiro Jiménez, "Dios Mío"
- Álvaro Rodríguez como Vicente Chávez
- Ricardo Leguízamo como Efraín Álvarez," el Contacto"
- Óscar Dueñas como Juanito Flórez, "Trapito"
- Javier Gnecco como Dr. Gabriel Bernal
- Humberto Dorado como Jorge "Jota" Maldonado
- Constanza Duque como Rosario Maldonado
- Santiago Alarcón como Jaime Rincón
- Ana María Arango como Leonor Rengifo de Méndez
- Adriana Silva como Julieta Méndez
- César Mora como don Gastón Parra
- Gustavo Angarita Jr. como Franklin Parra
- Fernando Solórzano como Giovanni Parra
- Margalida Castro como Azucena
- Pepe Sánchez como Alberto Manrique
- Vicky Hernández como Carmela Muñoz, "Doña Bastantona"
- Valerie Domínguez como Marian Sajir
- Jenny Vargas como Pilar
- Rosemary Bohórquez como Ruby
- Germán Escallón como el Poeta
- Javier Gnecco Jr. como Eduardo de La Peña, "el Divertido"
- Diego Sarmiento como Spencer
- María Elvira Arango como Esperanza
- Carmenza Gómez como Doña Dolores
- Manuel Cabral como Frank Frankestein
- Patrick Delmas como Michel
- Ricardo Vélez como Guillermo Soler
- Juan Carlos Arango como Ramón
- Tatiana Rentería como Karen
- Jéssica Sanjuán como Mónica
- Toto Vega como Wilmer López
- Santiago Bejarano como Rodrigo Santori

### Invitados especiales
- Elenco de La hija del mariachi: En el episodio 71, durante la serenata de Rubén a Alejandra; y cuando Rafael lleva a Alejandra al bar Plaza Garibaldi, en el capítulo 121.
- Carolina Ramírez como Rosario del Pilar Guerrero Santana de Sánchez-Gallardo, la Hija del Mariachi, el Lucero de México, caps. 71 y 121
- Mauricio Figueroa
- David Ramírez
- Fabio Camero como don Paco
- Fernando Corredor
- Héctor Rivas
- Luis Eduardo Arango
- Nicolás Montero
- Roberto Cano como David Velez
- Julio Sánchez Cóccaro
- Judy Henríquez
- Luis Fernando Salas
- Waldo Urrego
- Víctor Hugo Morant
- Cecilia Navia

## Premios y nominaciones

### Premios India Catalina
| Año  | Categoría                    | Nominado(a)                                                | Resultado | Ref.        |
| ---- | ---------------------------- | ---------------------------------------------------------- | --------- | ----------- |
| 2007 | Mejor telenovela             | Mejor telenovela                                           | Ganadora  | [ 3 ] [ 4 ] |
| 2007 | Mejor actriz principal       | Marcela Carvajal                                           | Ganadora  | [ 3 ] [ 4 ] |
| 2007 | Mejor actor principal        | Víctor Hugo Cabrera                                        | Nominado  | [ 3 ] [ 4 ] |
| 2007 | Mejor actriz de reparto      | Katherine Vélez                                            | Ganadora  | [ 3 ] [ 4 ] |
| 2007 | Revelación del año           | Liliana González de la Torre                               | Nominada  | [ 3 ] [ 4 ] |
| 2007 | Mejor director de telenovela | Sergio Osorio                                              | Ganador   | [ 3 ] [ 4 ] |
| 2007 | Mejor libreto de telenovela  | Fernando Gaitán, Liliana María Uribe, Andrés Burgos        | Ganadores | [ 3 ] [ 4 ] |
| 2007 | Mejor tema musical           | Tu cariño es un castigo por Andrés Cepeda, Alfredo Nodarse | Nominados | [ 3 ] [ 4 ] |

### Premios TVyNovelas
| Año  | Categoría                   | Nominado(a)                                                | Resultado | Ref. |
| ---- | --------------------------- | ---------------------------------------------------------- | --------- | ---- |
| 2007 | Telenovela favorita         | Telenovela favorita                                        | Ganadora  |      |
| 2007 | Actriz protagónica favorita | Marcela Carvajal                                           | Ganadora  |      |
| 2007 | Actor protagónico favorito  | Víctor Hugo Cabrera                                        | Ganador   |      |
| 2007 | Actriz antagónica favorita  | Liliana González de la Torre                               | Ganadora  |      |
| 2007 | Actor antagónico favorito   | Gustavo Ángel                                              | Nominado  |      |
| 2007 | Actriz de reparto favorita  | Katherine Vélez                                            | Ganadora  |      |
| 2007 | Actriz de reparto favorita  | Katherine Porto                                            | Nominada  |      |
| 2007 | Actriz de reparto favorita  | Martha Isabel Bolaños                                      | Nominada  |      |
| 2007 | Actor de reparto favorito   | Lincoln Palomeque                                          | Ganador   |      |
| 2007 | Actor de reparto favorito   | Ernesto Benjumea                                           | Nominado  |      |
| 2007 | Actriz o actor revelación   | Santiago Alarcón                                           | Ganador   |      |
| 2007 | Director favorito           | Sergio Osorio                                              | Ganador   |      |
| 2007 | Libretista favorito         | Fernando Gaitán, Lina María Uribe, Andrés Burgos           | Ganadores |      |
| 2007 | Tema musical favorito       | Tu cariño es un castigo por Andrés Cepeda, Alfredo Nodarse | Nominados |      |

## Versiones
- En 2009, Televisa, de México, realizó la adaptación mexicana de la telenovela, titulada Hasta que el dinero nos separe, producida por Emilio Larrosa, y protagonizada por Pedro Fernández e Itatí Cantoral.
- La versión de China se llama Contrato de amor.
- En 2022, Telemundo y RCN Televisión realizaron una nueva adaptación, que lleva por título Hasta que la plata nos separe, y fue protagonizada por Sebastián Martínez y Carmen Villalobos.[5]